# فيفا (سلسلة ألعاب فيديو)
سلسلة فيفا (بالإنجليزية: FIFA)‏، والمعروف أيضاً بـ FIFA Football أو بـ FIFA Soccer، هي مجموعة من ألعاب الفيديو لكرة القدم، تصدر سنويا من شركة إلكترونيك آرتس للفنون والرياضة.
بدأت هذه السلسلة في أواخر عام 1993، وكانت أول سلسلة تحصل على الترخيص من الاتحاد الدولي لكرة القدم فيفا. يحتوي الجزء الأخير من السلسلة على العديد من البطولات والفرق من جميع أنحاء العالم الحصرية للعبة، مثل الدوري الإنجليزي الممتاز، والدوريان الإيطالي والإسباني الدرجة الأولى، الدوري الألماني، الدوري الفرنسي 1، الدوري الهولندي، والدوري المكسيكي، والدوري الأمريكي، والدوريان الكوري الجنوبي والأسترالي، وقد سمح للسلسة باستخدام أسماء الاعبين وشعارات الأندية والدوريات الحقيقية.
و لقد تم إصدار فروع أخرى من هذه السلسلة تخص البطولات الكبرى على حدة مثل بطولة كأس العالم ودوري أبطال أوروبا وكأس الأمم الأوروبية. ولقد حققت سلسلة فيفا كأس العالم وكأس الأمم الأوروبية نجاحاً كبيراً مما جعل الشركة في الاستمرار في إنتاج هذه السلسلة مع بداية كل بطولة كأس عالم أو بطولة أمم أوروبا. بينما أصدرت الشركة اصداراً واحداً من لعبة دوري أبطال أوروبا كان في عام 2007 ولكنه فشل.
في عام 2009، تم طباعة السلسلة إلى 18 لغة وأصبحت اللعبة تباع في 37 بلداً. تعتبر سلسلة ألعاب فيفا من أكثر سلاسل ألعاب شركة إي أيه سبورتس إقبالاً ومبيعاً في العالم.

## تاريخ اللعبة
أصدرت اللعبة لأول مره في عيد الكريسماس عيد الميلاد من عام 1993، وكانت باسم FIFA International Soccer، وأصدرت على جميع أجهزة ألعاب الفيديو بما فيها الكمبيوتر آنذاك.
بينما لم يختلف إصداري عام 1995 و1996 عن سابقتهما كثيراً وكانتا باسم FIFA 95 وFIFA 96. وكانت لأول مرة يتم استخدام أسماء اللاعبين الحقيقية بعد الحصول على الترخيص من الاتحاد الدولي لكرة القدم. وقد استخدم في إصدارات البلايستيشن والحواسيب الشخصية وسيجا ساترون خاصية "EA's Virtual Stadium engine"، بالإضافة إلى خاصية ثنائي الأبعاد في بناء اللاعبين بينما استخدم في بناء الملاعب خاصية الـشكل ثلاثي الأبعاد. لقد تم تحسين اللاعبين من حيث الشكل في إصدار 1997 التي كانت باسم FIFA 97 وو تم إضافة إيضاً كرة القدم المغلقة كرة القدم المصغرة، ولكن تم التوصل إلى القمة مبكراً في فيفا 98، وقد تم تحسين الرسومات في هذه النسخة وكان كأس العالم موجوداً بالكامل مع التصفيات المؤهلة له (تواجدت جميع المنتخبات التي شاركت في التصفيات)، وبعد عدة شهور تم الحصول على ترخيص كأس العالم للعبة، حيث تم إضافة الأزياء الرسمية للمنتخبات.
لاقت سلسلة ألعاب فيفا بعض الانتقادات، عندما بدأت أجهزة ألعاب الفيديو في الانتشار، كما وجدت سلسلة ألعاب فيفا منافسة شرسة مع ألعاب أخرى مثل ((كونامي's برو إفولوشن سوكر)) (المعروفة باسم برو إفولوشن سوكر في الولايات المتحدة الأمريكية واليابان). كان لل فيفا و برو ايفيليوشن سوكر تأثير كبير في السوق ولكن الفيفا حققت مبيعات أكثر من منافسيها بنسبة 30% من عام للآخر في أوروبا، مما جعل سلسلة ألعاب فيفا أكثر ألعاب شركة إي أيه سبورتس مبيعاً في العالم وأكثر ألعابها إرباحاً للشركة مقارنة بسلسلة ألعاب madden (كرة القدم الأمريكية) التي كان يكلف ترخيصها أكثر من فيفا.
تعتبر فيفا هي السلسلة الوحيدة التي أصدرت على نفس الجهاز (بلاي ستيشن وبلاي ستيشن 2) لمدة عشر سنوات متتالية (ابتداءً من نسخة FIFA Soccer 96 التي أصدرت في عام 1995، حتى نسخة FIFA Soccer 05 التي أصدرت في عام 2004 ; ومن ثم نسخة FIFA 2001 التي أصدرت في عام 2000 حتى نسخة FIFA 2010 التي أصدرت في عام 2009)، في حين استمر صدور سلسلة ألعاب مادن إن إف إل (سلسلة) لمدة تسع سنوات على البلايستيشن.